# Madaoua (département)
Madaoua est un département du Niger situé au sud-est de la région de Tahoua.

## Géographie

### Administration
Madaoua est un département de 4 856 km2 de la région de Tahoua. Son chef-lieu est Madaoua.
Son territoire se décompose en 6 communes, :
- Communes urbaines : Madaoua.
- Communes rurales : Azarori, Bangui, Galma Koudawatché, Ourno, Sabon Guida.

| Code INS | Commune           | Superficie (km²) | Population (2012) | Localités |
| -------- | ----------------- | ---------------- | ----------------- | --------- |
| 50701    | Azarori           | 203,4            | 18 582            | 166       |
| 50702    | Bangui            | 1 283            | 140 446           | 35        |
| 50703    | Galma Koudawatché | 345,5            | 57 255            | 261       |
| 50704    | Madaoua           | 777,1            | 127 254           | 48        |
| 50705    | Ourno             | 1 193            | 98 769            | 199       |
| 50706    | Sabon Guida       | 695,4            | 103 232           | 142       |

Créé en 1908, poste militaire en 1902 puis cercle en 1909, le canton Gobir Toudou de Madaoua, unique canton du département, s’étend sur une superficie de 4 856 km2 pour une population de plus de 544 215 habitants.
Le Gobir Toudou est composé de 346 villages administratifs essentiellement sédentaires. Cependant il faut signaler la cohabitation avec 4 groupements nomades composés de Touaregs et de Peuls. C’est le plus grand canton du Niger.

### Situation
Ce canton est situé dans la bande sud de la région de Tahoua en zone soudanienne. Le département de Madaoua est entouré par :
- au nord : le département de Bouza,
- à l'est : la région de Maradi (départements de Dakoro et Guidan-Roumdji),
- au sud : le Nigeria,
- à l'ouest : le département de Malbaza

### Relief et environnement
Le relief présente à peu près partout les mêmes caractéristiques car on y trouve partout des plaines, des plateaux, des collines et des immenses vallées. À l’Est de Madaoua dans le secteur d'Ourno se dresse une montagne grande et haute appelée Doutsi Zana qui était un lieu sacré pour les souverains de Gobir Toudou.

## Historique

### Origine et évolution
Vers la fin du XVIIe siècle, deux provinces formèrent l’essentiel du Gobir. Il s’agit du Gobir Toudou, actuelle région de Madaoua et du Gobir Fadama touchant au sud le haut de la boucle du Goulbin Maradi selon Urvoy.
Les Gabiraoua, population du Gobir Toudou eurent les mêmes caractéristiques que leurs frères Gobiraoua implantés actuellement dans les différentes régions du Niger et du Nigeria. Ce sont les descendants de l’État du Gobir parmi les sept États haoussa purs. Venant de l’Égypte son origine, en passant par l’Aïr pour descendre dans le Soudan central pour enfin se confondre avec les États haoussa.
Les Gobiraoua dirigés par Younfa s’installèrent à Alkalawa, région située au Nigeria. Ce peuple migratoire a su conserver durant plusieurs années son indépendance malgré souvent des défaites malencontreuses. Après avoir secoué Alkalaoua, dernière capitale de Gobir au début du XIXe siècle, plusieurs souverains ont continué à diriger, à savoir : Salifou Bahari, Gomki Kaoura gado, Alio Yacoubou II, Djibo Nabata, Batchiri Alio, MaiYaki Yacoubou, Bawa Gomki, Dan Halima, Ibrahima et Ali Dan Yacoubou.
Le Gobir Toudou : Ali dan Yacoubou installé à Dakourawa dirigea le Gobir Toudou jusqu’en 1839, date à laquelle il fut combattu par les alliés de Sarkin Musulmi de Sokoto. Le Gobir se disloqua. Un guerrier, Masalatchi Miko, et les siens se replièrent à Kaoura Fouri puis séjournèrent à Rafaoua où il vit une fille nommée Rahi qu’il demanda en mariage. Cette fille était la petite-fille de Bartouatoua, un ancien souverain de Gobir. De leur union naquirent Bawa, Oumarou, Dillé et Tawayé.
À la mort de Massalatchi Miko un conseil de sages éleva Dillé Massaltchi au rang de Magagin Kiara pour conduire les affaires de sa communauté. La tâche n’a pas été facile car les harcèlements et les intimidations n’ont pas cessé jusqu'à l’arrivée de la mission française conduite par le capitaine Gouraud.
Dans un premier temps les tentatives d’alliance avec les Touareg ont été vaines, ce qui d’ailleurs coûta la vie à un messager de la mission tué par les Touareg. En 1901 le capitaine Gouraud sollicita Dillé Massaltchi pour se rallier à la mission afin de combattre l’ennemi commun. C’est à la suite de cette entente que la bataille de Galma eut lieu le 18 juillet 1901, se soldant par la défaite des Touareg avec la mort de leur chef Ediguini.
Sortis victorieux, les Français octroyèrent à Dillé Massalatchi d’importants butins et un arsenal de guerre dont le tambour de guerre dénommé Mainassara avec d’autres tambours utilisés circonstanciellement.
En fin de mission le capitaine Gouraud remit à Dillé 18 fusils et des munitions plus un témoignage de satisfaction. Dillé et les siens ainsi armés, continuèrent à sécuriser leur région. La paix retrouvée de part et d’autre des prisonniers furent libérés.

### Organisation administrative
Dillé  Massalatchi organisa l’administration de Gobir Toudou conformément à la tradition. Ainsi la cour royale du Gobir Toudou se composa de : Sarkin Gobir Toudou, Inna Sarkin Gobir Toudou, des sarakan karaga (Dan galadima, Magagi Gari, Waziri, Bounou, Magagi Rogo,  Marafa, etc.) des notables, des dogareys, des zagaygays et des griots accompagnés de kakaki. Chaque corporation de la société Gobir Toudou fut représentée à la cour. Le sarkin Gobir Toudou possède encore des guerriers, des invulnérables, des chasseurs  pour ne citer que ceux-là.
Aujourd’hui le canton de Gobir Toudou de Madaoua est divisé en secteurs dirigés par des princes choisis par Sarkin Gobir lui–même.
Chaque secteur comprend plusieurs villages dirigés par des chefs de village. Le Gobir Toudou a un drapeau, un hymne et une devise.
La succession de la chefferie du Gobir Toudou de Madaoua est dessinée  comme  suit :
- Dillé Massalatchi 1902 à 1918

- Tawayé Massalatchi 1918 à 1932
- Dan Galadima Janjouna 1 journée en 1932
- Moussa Tawayé 1932 à 1938
- Mahamane Tawayé 1938 à 1955
- Djibo Dillé 1955 à 1977
- Marafa Djibo 21 jours en 1977
- Mahaman Bako 1978 à 1981
- Aboubacar Kadri 1981 à 2010
- Elhdji Mahamadou Manirou Magagin Rogo, actuel chef de canton de Gobir Toudou de Madaoua depuis 2011.

### Vie économique
Depuis son implantation, la population du Gobir Toudou de Madaoua pratiqua l’agriculture, l’élevage, le commerce et l’artisanat qui sont leurs principales activités économiques.
L’agriculture occupe une place importante dans l’économie du Gobir Toudou, pratiquée avec des outils rudimentaires. Près de 85% sont des agriculteurs. Les principales cultures sont le mil, le sorgho, le coton, le niébé et l’arachide. Il existe des cultures secondaires comme celles du gombo, du riz, du manioc et des oignons.

L’élevage, seconde activité économique du Gobir Toudou est pratiqué par toute la population sédentaire. Pendant l’hivernage le gros du bétail transhume dans les zones à vocation pastorale.

Le commerce : situé entre Maradi et Konni à proximité du Nigeria, le Gobir Toudou est un centre important de commerce. Il compte 2 marchés hebdomadaires dont le plus important est celui de Tounfafi qui est un pôle d’attraction des commerçants et éleveurs venus de divers horizons.

L’artisanat : le voyageur qui vient d’Est ou d’Ouest et qui fait escale à Madaoua est tout de suite frappé par la multitude des produits de l’artisanat (nattes de toutes sortes, chaussures Balka, couteaux, Kilichi, etc. …). Le temps en perpétuelle évolution, tous les services techniques nécessaires pour l’administration et l’encadrement des collectivités furent représentés.